# Douglas Park (Nouvelle-Galles du Sud)
Ne doit pas être confondu avec Douglas Park (football).
Douglas Park (827 habitants) est une localité de la Nouvelle-Galles du Sud, en Australie à 76 km au sud-ouest de Sydney sur la Hume Highway.